# Ilse Fromm-Michaels
Ilse Fromm-Michaels   (Hamburg, 30 de desembre de 1888 - Detmold, 22 de gener de 1986) fou una pianista i compositora alemanya.

## Biografia
Ilse Fromm va néixer a Hamburg i va mostrar talent musical a una edat primerenca. Va estudiar música a Berlín, primer a la Hochschule für Musik amb Heinrich van Eyken pel que fa a composició i piano amb Marie Bender. El 1905 va començar els seus estudis al Conservatori Sternsche de Hans Pfitzner i James Kwast i va completar els seus estudis el 1913 amb el director i compositor Fritz Steinbach i el pianista Carl Friedberg, a Colònia.
El 1908 Fromm-Michaels va començar una carrera com a concertista de piano, tocant sovint les seves pròpies obres. Es va casar amb un advocat d'Hamburg, Walter Michaels, i després que el nazisme instaurés les Lleis de raça de Nuremberg se li va prohibir interpretar o publicar les seves composicions. Va continuar ensenyant música i després de la Segona Guerra Mundial va establir la Primera Escola de Música i Drama d'Hamburg. El 1964 va rebre la medalla Johannes Brahms de la ciutat d'Hamburg. El 1973 es va traslladar a Detmold per estar a prop del seu fill, i allí va morir el 1986. Ilse Fromm-Michaels va ser enterrada al cementiri d'Ohlsdorf d'Hamburg, quadrícula O 18 (Ringstrasse / Cordesallee).
El seu fill fou el clarinetista Jost Michaels (1922-2004).

## Obres
Les obres seleccionades inclouen:
- Variationen über ein eigenes Thema, op. 8 (1918/19)
- Vier Puppen, op. 4 (1908)
- Der Hampelmann
- Das Puppenmädchen
- Der Harlekin
- Acht Skizzen (1908) núm I-VIII
- Sonata per a piano op. 6 (1917)
- Sehr langsam. Frei im Zeitmaß
- Lebhaft, aber nicht schnell
- Walzerreigen, op. 7 (1917)
- Passacaglia per a piano, op. 16 (1932)
- Langsamer Walzer (1950?)[4]
- Der Maria Geburt, op. 9, no. 2 (text: Des Knaben Wunderhorn)
- Die Meise, op. 9, no. 5 (text: Des Knaben Wunderhorn)
- Engelsgesang, op. 9, no. 3 (text: Des Knaben Wunderhorn)
- Frau Nachtigall, op. 9, no. 1 (text: Des Knaben Wunderhorn)
- Wiegenlied einer alten frommen Magd, op. 9, no. 4 (text: Des Knaben Wunderhorn)[5]
- Stimmungen eines Fauns für Klavier, op. 10
- 3 Kanons für 3 Frauenstimmen, op. 11
- Eulenspiegelei und eine eingerahmte Fuge für Klavier, op. 12
- Suite c-moll per a violoncel sol, op. 15 (1931)
- Marien-Passion für Chor, Kammerorchester und Orgel, op. 18 (1932/33)
- Symphonie c-moll für großes Orchester (ursprünglich als Streichquartett konzipiert), op. 19 (1938)

Part de les seves obres han estat gravades i editades en CD, incloent-hi:
- Sämtliche Klavierwerke (obres completes per a piano), Babette Dorn, piano (Tacet 096); Stuttgart 1999.